# Чернов, Михаил Михайлович
Михаил Михайлович Чернов (10 (22) апреля 1879, Кронштадт — 6 июля 1938, Ленинград) — советский композитор и музыкальный педагог, профессор (1918), доктор искусствоведения (1938).

## Биография

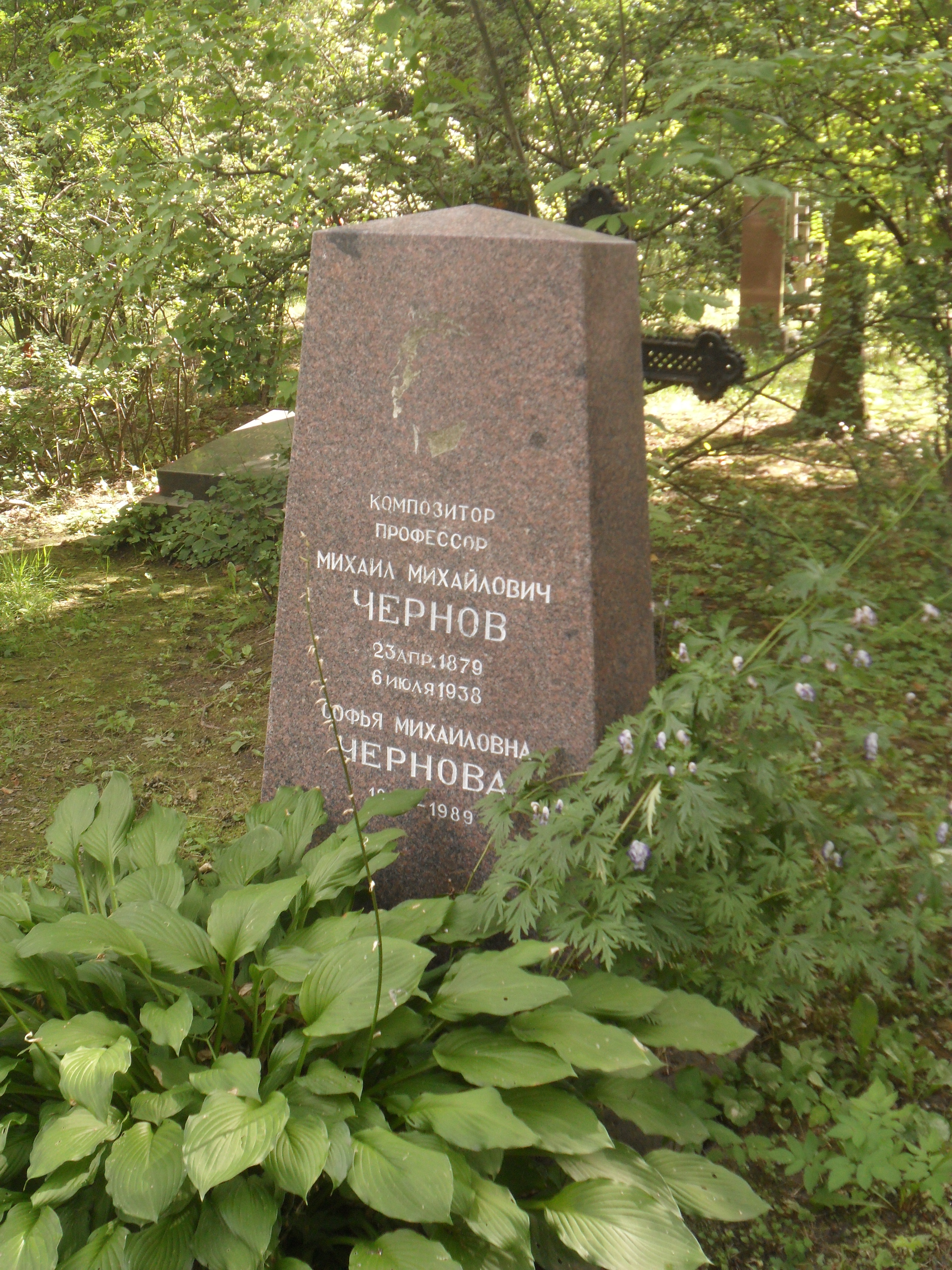
Могила Чернова на Литераторских мостках в Санкт-Петербурге.

Обучался на физико-математическом факультете Петербургского университета, который окончил в 1903 году. Затем в 1906 году — Санкт-Петербургскую консерваторию по классу композиции. Ученик Н. А. Римского-Корсакова и А. К. Лядова.
В 1910—1938 годах — преподаватель теории композиции и оркестровки в Санкт-Петербургской (затем Петроградской и Ленинградской) консерватории. В 1930—1937 годах был заведующим кафедрой инструментовки.
Похоронен на «Литераторских мостках» Волковского кладбища Санкт-Петербурга.

## Педагогическая деятельность
Воспитал ряд талантливых музыкантов и композиторов, среди его учеников Лев Абе, А. В. Гаук, А. С. Животов, X. С. Кушнарёв, Е. А. Мравинский, Е. И. Овчинников, П. Б. Рязанов и др.

## Творческая деятельность
М. М. Чернов — автор
- ряда комических опер и оперетт, в том числе «Топси» (1909),
- музыкальной комедии «Зарницы» (совм. с А. А. Логиновым, 1931),
- кантаты «Иоанн Дамаскин» (на сл. А. К. Толстого, 1906),
- «Гимна комсомола» для хора и оркестра (1928),
- 3-х симфоний (1907; 1924; 3-я — памяти Ф. Шуберта),
- концерта для виолончели с оркестром (1937),
- произведений для фортепиано,
- музыки к спектаклям драматических театров,
- ряда песен, романсов.

## Награды и премии
- 1-я премия (по СССР) за симфонию на Международном конкурсе к 100-летию со дня смерти композитора Ф. Шуберта (1928).